# Rafael Rech
Rafael Pasquali Rech, noto anche con lo pseudonimo di Rafinha (Brisbane, 18 novembre 2002), è un calciatore brasiliano, centrocampista della Juventude.

## Biografia
È nato a Brisbane nel periodo in cui il padre, l'ex calciatore Fernando Rech, giocava nei Brisbane Strikers.

## Carriera
Rafinha ha iniziato a giocare a calcio nel settore giovanile della Juventude, dove si è messo in mostra nella Copa São Paulo de Futebol Júnior 2020 attirando l'interesse del San Paolo, che lo ha tesserato in uno scambio con Gabriel Novaes. Dopo aver subito un grave infortunio al ginocchio, nel 2022 ha fatto ritorno al club gaúcho.
Il 29 agosto 2022 ha giocato il suo primo incontro ufficiale scendendo in campo nell'incontro di Série A perso 4-0 contro l'Internacional. Il 7 ottobre dello stesso anno ha rinnovato il contratto fino al 2025.

## Statistiche

### Presenze e reti nei club
Statistiche aggiornate al 21 dicembre 2023.
| Stagione        | Squadra         | Campionato      | Campionato | Campionato | Coppe nazionali | Coppe nazionali | Coppe nazionali | Coppe continentali | Coppe continentali | Coppe continentali | Altre coppe | Altre coppe | Altre coppe | Totale | Totale | Totale |
| Stagione        | Squadra         | Comp            | Pres       | Reti       | Comp            | Pres            | Reti            | Comp               | Pres               | Reti               | Comp        | Pres        | Reti        | Pres   | Reti   |        |
| --------------- | --------------- | --------------- | ---------- | ---------- | --------------- | --------------- | --------------- | ------------------ | ------------------ | ------------------ | ----------- | ----------- | ----------- | ------ | ------ | ------ |
| 2023            | Juventude       | PD/RS+A         | 0+11       | 0          | CB              | 0               | 0               |                    | -                  | -                  |             | -           | -\          | 11     | 0      |        |
| 2024            | Juventude       | PD/RS+B         | 2+4        | 0          | CB              | 1               | 0               |                    | -                  | -                  |             | -           | -           | 7      | 0      |        |
| Totale carriera | Totale carriera | Totale carriera | 17         | 0          |                 | 1               | 0               |                    | -                  | -                  |             | -           | -           | 18     | 0      |        |